# Anna Whitlocks gymnasium

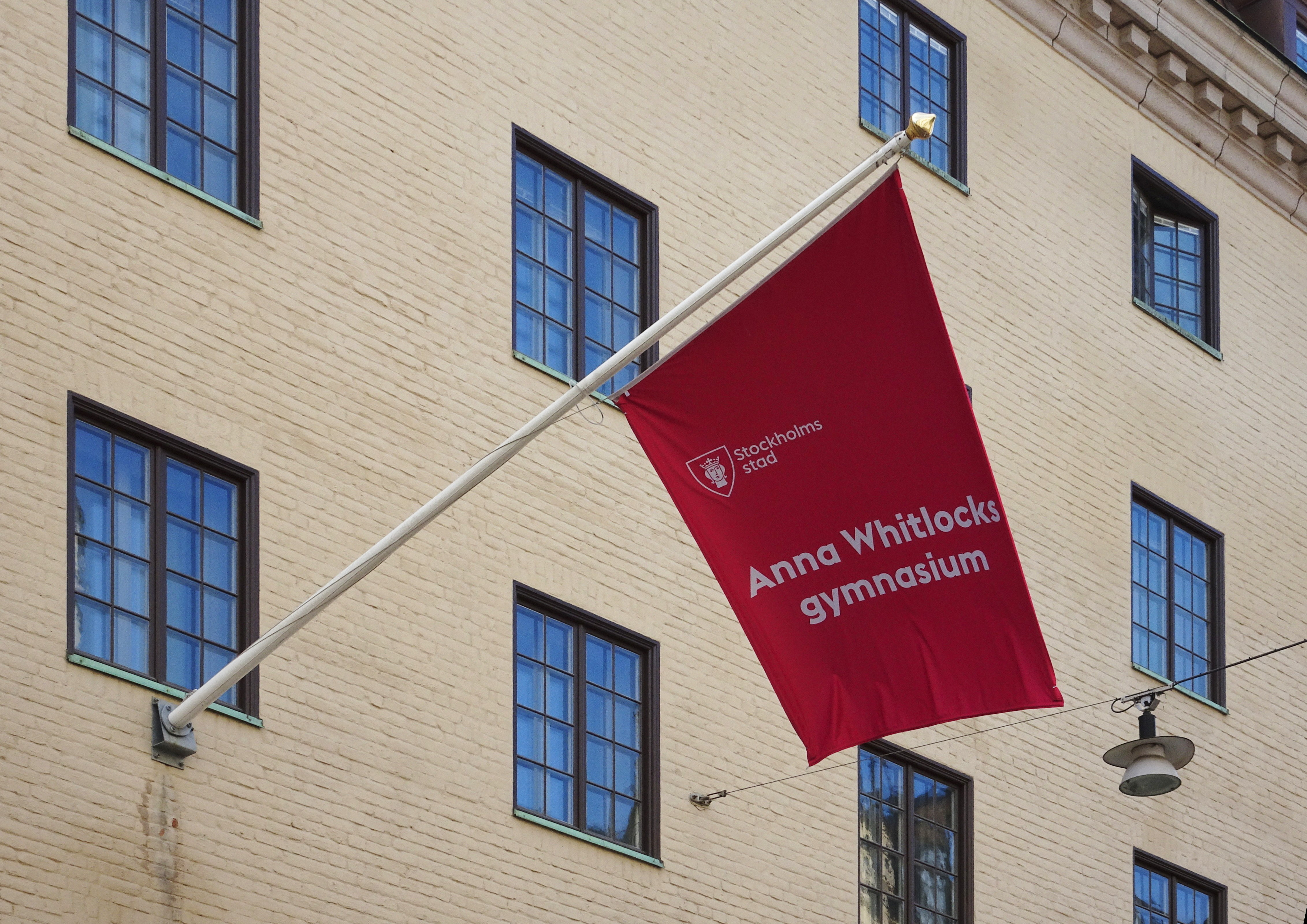
Flagga som hänger från skolans fasad mot Hantverkargatan.

Anna Whitlocks gymnasium är en kommunal gymnasieskola vid Hantverkargatan 29 på Kungsholmen i Stockholm.

## Allmän information

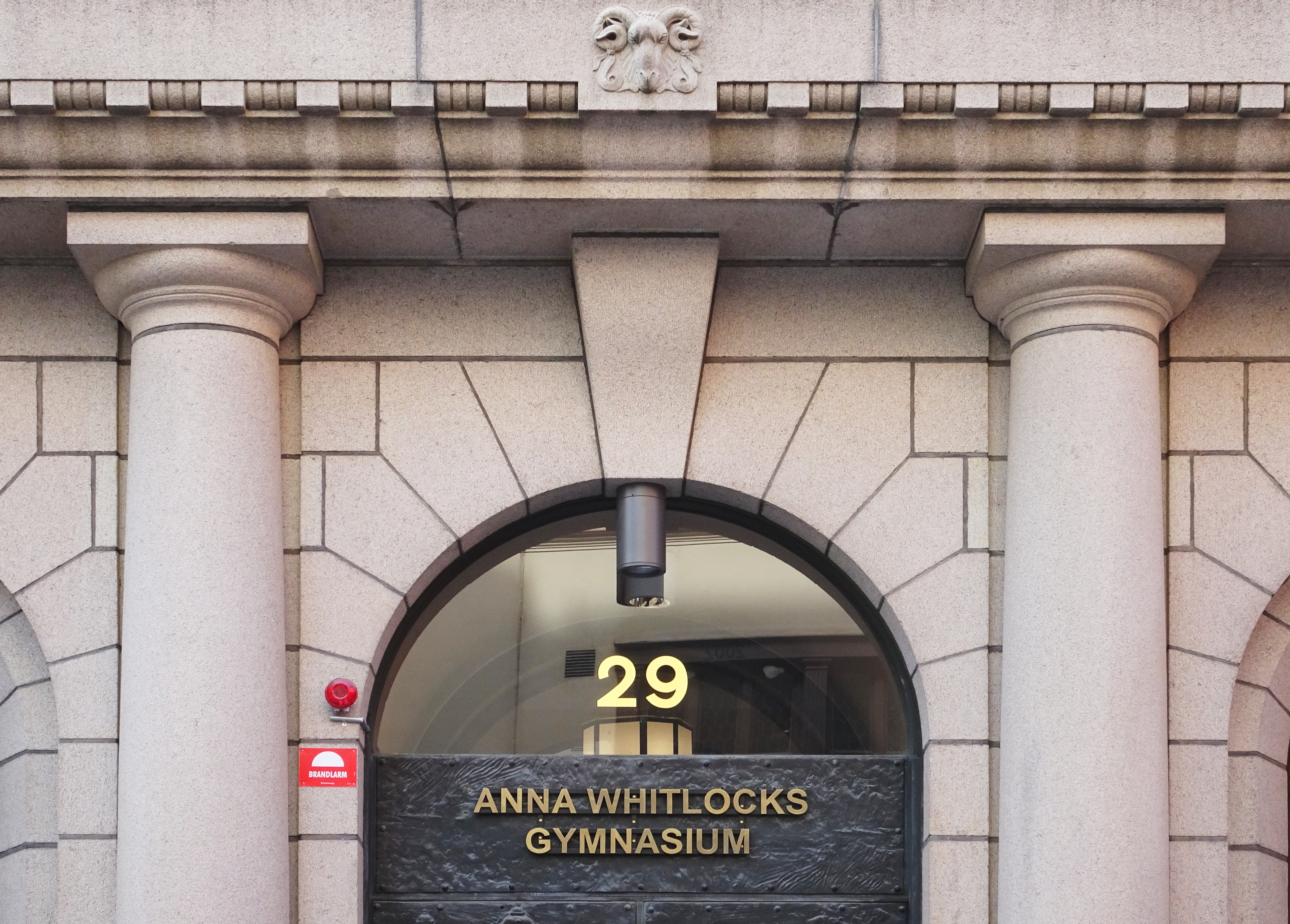
Gatunumret 29 och skolans namn på entrén mot Hantverkargatan.

Gymnasiet är uppkallat efter skolpionjären och kvinnosakskämpen Anna Whitlock och grundades 2016. Verksamheten tog emot sin första årskull till höstterminen 2018. Anna Whitlocks gymnasium är idag Stockholms stads största gymnasieskola med cirka 2200 elever år 2022.
Varje årskurs består av drygt 700 elever i 22 klasser med 33 elever i varje klass. 
Program som erbjuds på skolan är Naturvetenskapsprogrammet, Teknikprogrammet, Ekonomiprogrammet, Estetiska programmet och Samhällsvetenskapsprogrammet. Inom programmen erbjuds inriktningar som är kopplade till hållbar utveckling.
Skolans ledord är "bildning och innovation för en hållbar framtid".

## Byggnad
Gymnasiets lokaler ligger i gamla Ämbetshuset (även kallad Länsstyrelsens byggnad) som uppfördes 1926 som kontorshus för statliga verk efter ritningar av arkitekten Axel Lindegren med Kreuger & Toll som byggmästare. Fastigheten Murmästaren 3 blev grönmärkt av Stadsmuseet i Stockholm [när?]vilket innebär att bebyggelsen bedöms vara särskilt värdefull från historisk, kulturhistorisk, miljömässig eller konstnärlig synpunkt.
År 2016 beslöts det att fastigheten Murmästaren 3 skulle byggas om till en gymnasieskola. Därefter följde en omfattande ombyggnad för den nya verksamheten under chefsarkitekt Veronica Abrahamsson. Ombyggnaden avslutades 2018 och byggnaden blev tillsammans med nio andra finalister nominerad till Årets Stockholmsbyggnad 2019 där den vann första platsen med motiveringen:
| ” | En stolt byggnad för stolta elever. Att låta ungdomar få tillgång till denna byggnad är på alla sätt fantastiskt. En allmän byggnad får ett allmänt innehåll. Ett respektfullt återbruk av en robust arkitektur, varsamt utfört med ett magnifikt resultat. | „ |

## Konstnärlig utsmyckning
På Anna Whitlocks gymnasium finns konst donerad från Liljevalchs konsthall. I matsalen hänger sidor ur den ryska upplagan av poeten Vladimir Majakovskijs "För rösten", bildsatt med litografier av El Lisitskij, vilka visades i Liljevalchs stora utställning om sovjetisk affischkonst 2018. I skolans entré hänger en lampa designad av slöjdaren Anders ”Lagombra” Jakobsen. 
Under åren 2019-2021 arbetade konstnären Jenny Nordmark som artist in residence på Anna Whitlocks gymnasium. Verket Sprängsten, som gestaltar förflyttning och transformation av naturen i samband med gruvdrift, är en installation som sträcker sig över fem av skolans våningsplan.